# Nyomd, Bébi, nyomd
A Nyomd, Bébi, nyomd (eredeti cím: Baby Driver) 2017-ben bemutatott brit–amerikai akcióvígjáték. A filmet Edgar Wright írta és rendezte, a főszerepekben  Kevin Spacey, Ansel Elgort és Jamie Foxx látható. 
A film költségvetése 40 millió dollár volt, Magyarországon 2017. június 29-én mutatták be.

## Cselekmény
Bébi egy fiatal bandatag, aki a bankrablásokban részt vevő bandatagok kocsijait vezeti bravúros ügyességgel. A bandatagok időnként cserélődnek (mert meghalnak például), de Bébi állandó tag marad, mert a bandafőnök (aki csak megtervezi és megszervezi a rablásokat, de azokban soha nem vesz részt) úgy gondolja, hogy Bébi szerencsét hoz neki. A választását az is indokolja, hogy Bébi valamilyen korábbi ügyből kifolyólag jelentős pénzösszeggel tartozik neki, amit minden osztozáskor Doc lefölöz a haszonból.
Bébi megismerkedik egy csinos, fiatal pincérnővel, akivel elkezdenek járni, de a történet során csak plátói szerelemről van szó (mivel Bébi félti a lány életét).
Bébi szülei 8-10 éves kora körül autóbalesetben meghaltak, a balesetet szenvedő autóban Bébi is benn ült, és látta, hogy a szülei ott is veszekedtek. Az eset mély nyomot és fájdalmas emlékeket hagyott benne. Talán emiatt is állandóan zenét hallgat az iPodján. Ő maga is szeret kikeverni saját zenéket a párbeszédekből, amiket fel szokott venni. Bébi nevelőapja egy öreg, süketnéma, kerekesszékes néger, akiről Bébi gondoskodik.
Bébi  borzadva veszi tudomásul, amikor egy akció során az egyik pénzszállító autó őrét a társai lelövik. A további rablásokból azonban – a Doc-kal szemben fennálló tartozása miatt – nem tud kiszállni, bár Debora, a pincérnő miatt szívesen abbahagyná ezt a piszkos üzletet, mivel az alamizsnaként kapott pénzt a lakásában, a padlóba rejtve tartja, és elegendőnek tartja hozzá, hogy új életet kezdhessen.
Doc azonban új rablásba kényszeríti, ami szintén véres, ártatlan áldozatokkal jár, bár Bébi előzőleg a fejével int az egyik későn érkező pénztárosnőnek, hogy ne menjen be dolgozni (aki emiatt életben marad). Bébi annyira felháborodik átmeneti társai viselkedése miatt, hogy nekihajt az autójukkal az előtte álló teherautó kilógó rakományának, ami felnyársalja az anyósülésben ülő társát. Bébi futva menekül, hátrahagyva két társát, akik automata fegyverekből a kiérkező rendőrökre kezdenek lőni. A fegyveres női tagja hamarosan meghal a rendőrök lövései miatt, férfi társa Bébi-t okolja emiatt, és megvárja az út menti falatozóban, ahol a pincérnő dolgozik, mert sejti, hogy Bébi oda fog menni érte. Némi párbeszéd után Bébi lelövi a férfit, aki azonban nem hal meg, hanem ádázul üldözni kezdi őket. Egy parkolóházban előkerül Doc is, aki fegyveresen szembeszáll a támadóval, aki azonban elgázolja őt, de később ő is meghal.
Bébi bírósági tárgyaláson találja magát, ahol nevelőapja, a megmentett pénztárosnő és egy idősebb nő – akinek ugyan elvette a kocsiját, mert kellett a meneküléshez, de visszaadta neki a táskáját – mellette tanúskodnak, de a bíróság 25 év börtönre ítéli. Azonban jó magaviselete miatt 5 év múlva kiszabadul és barátnője, Debora, a kapuban vár rá.

## Szereplők
| Szerep                    | Színész       | Magyar hang       |
| ------------------------- | ------------- | ----------------- |
| Bébi                      | Ansel Elgort  | Jéger Zsombor     |
| Debora                    | Lily James    | Dobó Enikő        |
| „Doc”, bandavezér         | Kevin Spacey  | Epres Attila      |
| Jason „Haver” van Horn    | Jon Hamm      | László Zsolt      |
| Monica „Drága” Costello   | Eiza González | Bata Éva          |
| Leon „Dili” Jefferson III | Jamie Foxx    | Kálid Artúr       |
| Griffin „Griff”           | Jon Bernthal  | Pál András        |
| Joe                       | CJ Jones      |                   |
| Eddie                     | Flea          | Znamenák István   |
| JD                        | Lanny Joon    | Hamvas Dániel     |
| jeltolmács                | Walter Hill   | Dézsy Szabó Gábor |

## Háttér és forgatás
A film a címét egy 1970-ben megjelent zeneszám után kapta. Ez Simon and Garfunkel: Baby Driver című száma, ami a "Bridge Over Troubled Water" c. albumon jelent meg. A szám csak a film záró képsorai alatt hallható. Eredetileg Emma Stone kapta volna Debora szerepét, de a Kaliforniai álom miatt kiesett.
Edgar Wright szerint a filmben kevés CGI-t használtak, az autós manőverek valódiak. A kezdő jelenetet, amiben Bébi kávét visz a társainak, 28 alkalommal vették fel. Ez alatt a "Harlem Shuffle" c. szám szól, a dal szövege graffitiken jelenik meg. A befejező jelenet, amiben Bébi kiszabadul a börtönből, szándékosan kétértelmű, lehet valóságos, de elképzelt is.